# Чернушка (приток Валдайки)
Чернушка — река в России, протекает в Валдайском районе Новгородской области. Река вытекает из озера Чернушка. Устье реки находится по правому берегу реки Валдайка. Длина реки составляет 13 км. Река пересекает дорогу М10 «Россия».
В 5 км от устья справа в Чернушку впадает река Ситная.

## Данные водного реестра
По данным государственного водного реестра России относится к Балтийскому бассейновому округу, водохозяйственный участок реки — Мста без р. Шлина от истока до Вышневолоцкого г/у, речной подбассейн реки — Волхов. Относится к речному бассейну реки Нева (включая бассейны рек Онежского и Ладожского озера).
По данным геоинформационной системы водохозяйственного районирования территории РФ, подготовленной Федеральным агентством водных ресурсов:
- Код водного объекта в государственном водном реестре — 01040200212102000020308
- Код по гидрологической изученности (ГИ) — 102002030
- Код бассейна — 01.04.02.002
- Номер тома по ГИ — 2
- Выпуск по ГИ — 0